# Frances Dee
Pour les articles homonymes, voir Dee.
Frances Dee est une actrice américaine, née le 26 novembre 1909 à Los Angeles, Californie, et morte le 6 mars 2004 à Norwalk, Connecticut. 

## Biographie
Frances Dee travaille d'abord comme figurante jusqu'à ce que lui soit offert le second rôle dans Playboy of Paris (1930), face à Maurice Chevalier.
Avec son époux Joel McCrea, elle tourne dans le western Four Faces West (1948). 

## Vie privée
Frances Dee a été mariée à l'acteur Joel McCrea (1905-1990) de 1933 jusqu'à la mort de celui-ci. Elle l'a rencontré sur le tournage de The Silver Cord en 1933. Il lui a donné trois fils.

## Filmographie

### Cinéma

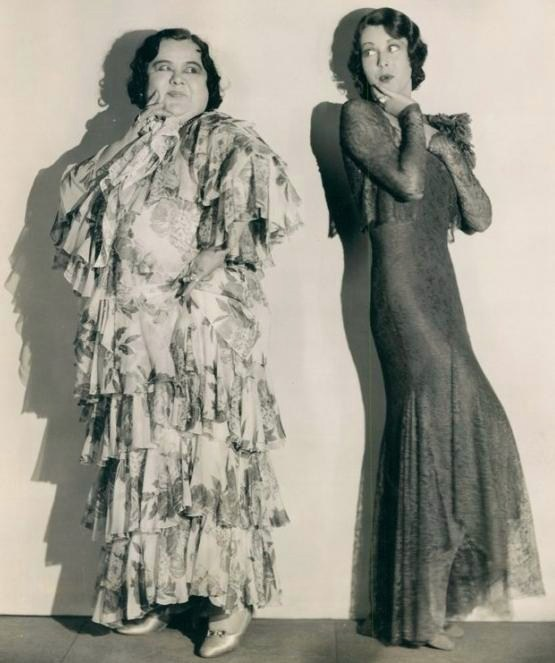
avec Mathilde Comont (à gauche) dans Along Came Youth (1930)

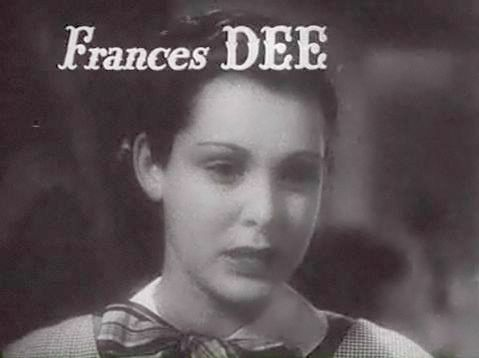
Dans Les Quatre Filles du docteur March (1933).

- 1929 : Words and Music de James Tinling
- 1930 : True to the Navy de Frank Tuttle : La fille à la table
- 1930 : A Man from Wyoming de Rowland V. Lee : Une nurse
- 1930 : Manslaughter de George Abbott : Une invité à la soirée
- 1930 : Monte Carlo de Ernst Lubitsch : Un réceptionniste
- 1930 : Follow Thru de Lloyd Corrigan : Bit in Ladies Locker Room
- 1930 : The Playboy of Paris de Ludwig Berger : Yvonne Phillbert
- 1930 : Along Came Youth de Lloyd Corrigan : Elinor Farrington
- 1931 : Scène de la rue (Street Scene), de King Vidor
- 1931 : June Moon de A. Edward Sutherland : Edna Baker
- 1931 : Une Tragédie américaine (An American Tragedy) de Josef von Sternberg : Sondra Finchley
- 1931 : Caught d'Edward Sloman : Kate Winslow
- 1931 : La Folie des hommes (Rich Man's Folly) de John Cromwell : Ann Trumbull
- 1931 : Nice Women de Edwin H. Knopf : Jerry Girard
- 1931 : Working Girls : Louise Adams
- 1932 : This Reckless Age : Lois Ingals
- 1932 : The Strange Case of Clara Deane : Nancy
- 1932 : Love Is a Racket : Mary Wodehouse
- 1932 : The Night of June 13th : Ginger Blake
- 1932 : Si j'avais un million (If I Had a Million) : Mary Wallace
- 1933 : The Crime of the Century : Doris Brandt
- 1933 : Kaspa, fils de la brousse (King of the Jungle) de H. Bruce Humberstone et Max Marcin : Ann Rogers
- 1933 : La Chaîne d'argent (The Silver Cord) de John Cromwell : Hester
- 1933 : One Man's Journey : Joan Stockton
- 1933 : Headline Shooter (en) d'Otto Brower : Jane Mallory
- 1933 : Les Quatre Filles du docteur March (Little Women) : Meg
- 1933 : La Boule rouge (Blood Money) de Rowland Brown : Elaine Talbart
- 1934 : Keep 'Em Rolling : Marjorie Deane
- 1934 : La Soirée de Miss Stanhope (Coming Out Party) de John G. Blystone : Joyce 'Joy' Stanhope
- 1934 : Filles d'Amérique (Finishing School) : Virginia Radcliff
- 1934 : L'Emprise (Of Human Bondage) : Sally Athelny
- 1935 : Becky Sharp : Amelia Sedley
- 1935 : Le Gai Mensonge (The Gay Deception) : Mirabel Miller
- 1936 : Half Angel : Allison Lang
- 1936 : Le Vandale (Come and Get It) de Howard Hawks et William Wyler : Restaurant Patron - Cameo Appearance
- 1937 : Âmes à la mer (Souls at Sea) : Margaret Tarryton
- 1937 : Une nation en marche (Wells Fargo) : Justine Pryor MacKay
- 1938 : Le Roi des gueux (If I Were King) : Katherine de Vaucelles
- 1939 : Garde-côtes (Coast Guard)  d'Edward Ludwig : Nancy Bliss
- 1941 : So Ends Our Night : Marie Steiner
- 1941 : Suicide ou Crime (A Man Betrayed) de John H. Auer : Sabra Cameron
- 1942 : Meet the Stewarts : Candace 'Candy' Goodwin
- 1943 : Vaudou (I Walked with a Zombie) : Betsy Connell
- 1943 : Happy Land d'Irving Pichel : Agnes Marsh
- 1945 : Patrick the Great : Lynn Andrews
- 1947 : Bel-Ami (The Private Affairs of Bel Ami) : Marie de Varenne
- 1948 : Le Destin du fugitif (Four Faces West) : Fay Hollister
- 1951 : L'Ambitieuse (Payment on Demand) de Curtis Bernhardt : Eileen Benson
- 1951 : L'Enfant du désert (Cattle Drive) : La photo de la fille de Dan à Santa Fé
- 1951 : Reunion in Reno : Mrs. Doris Linaker
- 1952 : Sans ton amour (Because of You) de Joseph Pevney : Susan Arnold
- 1953 : Mister Scoutmaster (en) : Helen Jordan
- 1954 : Le Poulain noir (Gypsy Colt) : Em MacWade
- 2006 : Far as the Eye Can See : Grandma

### Télévision
- 1950 : Fireside Theatre (en) (série télévisée) : Ellen Woodhart
- 1953 : Four Star Playhouse (série télévisée)
- 1953 : Lux Video Theatre (en) (série télévisée) : Louise
- 1954 : The Ford Television Theatre (en) (série télévisée) : Ellen Thornton